# 9e brigade d'artillerie de la Garde
Pour les articles homonymes, voir 9e brigade.
La 9e brigade d'artillerie de la Garde (en russe : 9-я гвардейская артиллерийская бригада, abrégé 9 абр), de son nom complet la 9e brigade d'artillerie de la Garde Keletskaïa-Berlinskaïa des ordres de Koutouzov, de Bogdan Khmelnitski, d'Alexandre Nevski et de l'Étoile rouge (en russe : 9-я гвардейская артиллерийская Келецко-Берлинская орденов Кутузова, Богдана Хмельницкого, Александра Невского и Красной Звезды бригада) est une unité des troupes de missiles et d'artillerie des forces terrestres de la fédération de Russie (n° d'unité 02561).
La brigade fait partie de la 6e armée combinée du district militaire ouest, basée à Louga, dans l'oblast de Léningrad.

## Historique

### Seconde Guerre mondiale
Son histoire remonte à la 200e brigade d'artillerie légère (ru) formée le 1er octobre 1944 sur la tête de pont de Sandomierz en Pologne.
Le 4 avril 1945, « pour l'exécution exemplaire des missions de commandement et le courage manifestés par le personnel dans les batailles contre les envahisseurs nazis », la 200e brigade d'artillerie légère reçoit le statut d'unité « de la Garde » et est renommée 71e brigade artillerie légère de la Garde en rejoignant la 4e armée de chars de la Garde du 1er front ukrainien.
Par la suite, la brigade participe aux batailles dans les environs de la Neisse (rivière) au cours desquelles l'unité est décorée de l'ordre de Bogdan Khmelnitski de 2e classe le  26 avril 1945.
Lors de l'offensive de Berlin en 1945, la brigade soutient avec succès les unités de l'armée par des tirs d'artillerie lors de la percée des lignes défensives en périphérie de la capitale allemande et lors de sa prise d'assaut.

### Après-guerre
À partir de 1945, la brigade rejoint la 20e armée combinée de la Garde. En 1960, la 71e brigade d'artillerie légère de la Garde est rebaptisée 113e régiment d'artillerie de canon de la Garde. En 1981, le régiment est rebaptisé 387e brigade d'artillerie de la Garde.
La brigade est transférée de Jüterbog-Altes Lager, dans l'est de l'Allemagne, à Louga, dans l'oblast de Léningrad, en mai 1992. À son retour en fédération de Russie, elle devient partie intégrante du district militaire de Léningrad. En 1993, la 289e brigade d'artillerie de haute puissance fusionne avec la 387e brigade d'artillerie de la Garde, donnant lieu à la création de la 9e brigade d'artillerie de la Garde.

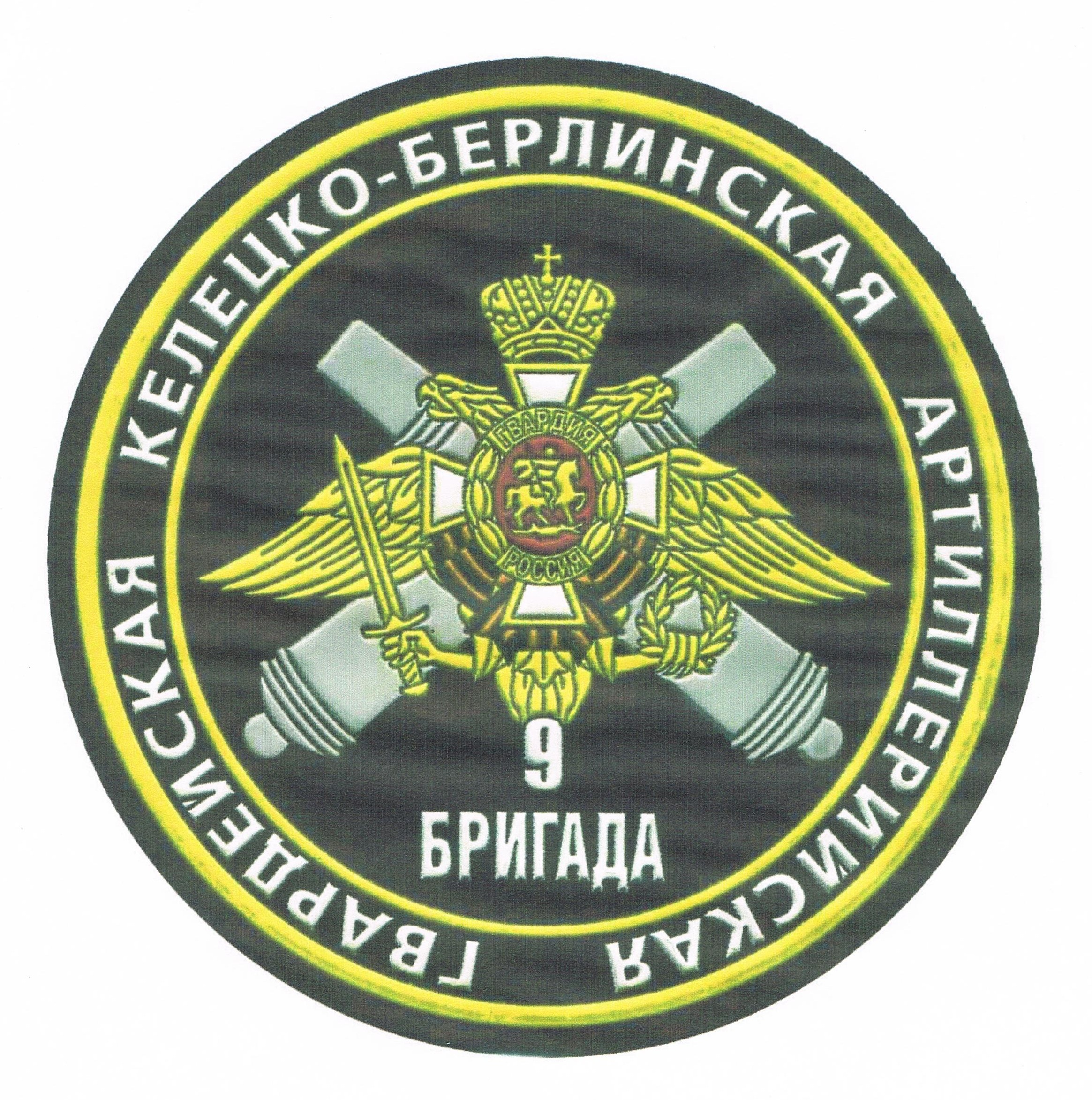
Insigne de manche de la 9e brigade.

### XXIesiècle
Conformément au plan de réforme des forces armées russes, la brigade est de nouveau déployée le 1er décembre 2000 avec un effectif total de 1 547 soldats. Par la suite, le nombre total de militaires de la brigade est établi à 732 soldats. Elle est armée d'un canon automoteur de 152 mm 2S19 Msta-S et d'autres pièces d'artillerie.
La brigade participe à l'invasion de l'Ukraine par la Russie à partir de 2022,.